# 대리전 목록
| 분쟁                     | 시기                     | 교전단체 1 | 교전단체 2 | 결과                     |
| 제1차 세계대전 이전 시대 | 제1차 세계대전 이전 시대 | 제1차 세계대전 이전 시대 | 제1차 세계대전 이전 시대 | 제1차 세계대전 이전 시대 |
| ------------------------ | ------------------------ | --- | --- | ------------------------ |
| 제2차 이집트-튀르크 전쟁 | 1839년-1841년            | 이집트측: 이집트 에얄레트 프랑스 국민의 왕국 스페인 왕국 | 연합국: 그레이트브리튼 아일랜드 연합왕국 오스트리아 제국 러시아 제국 프로이센 왕국 오스만 제국 | 스테일메이트             |
| 우루과이 내전            | 1839년-1851년            | 콜로라도당 단방당 브라질 제국 이탈리아 군단 프랑스 국민의 왕국 그레이트브리튼 아일랜드 연합왕국 | 국민당 아르헨티나 연합 | 교전단체 1 승            |
| 마흐디 전쟁              | 1881년-1899년            | 그레이트브리튼 아일랜드 연합왕국 - 캐나다 - 이집트 부왕령 벨기에 - 콩고 자유국 에티오피아 제국 이탈리아 왕국 지원: 자발 샴마르 토후국 | 마흐디국 지원: 오스만 제국 러시아 제국 프랑스 제3공화국 | 교전단체 1 승            |
| 제1차 사모아 내전        | 1886년-1894년            | 타마세세 독일 제국 | 마타아판 지원: 미국 | 스테일메이트             |
| 제2차 사모아 내전        | 1898년-1899년            | 마타아판 독일 제국 | 사모아 그레이트브리튼 아일랜드 연합왕국 미국 | 스테일메이트             |
| 제2차 베네수엘라 위기    | 1902년–1903년            | 그레이트브리튼 아일랜드 연합왕국 독일 제국 이탈리아 왕국 지원: [[파일:{{{국기그림-1863}}}\|22x20px\|border \|스페인\|링크=스페인]] 스페인 왕국 [[파일:{{{국기그림-1863}}}\|22x20px\|border \|멕시코\|링크=멕시코]] 멕시코 [[파일:{{{국기그림-1863}}}\|22x20px\|border \|벨기에]] 벨기에 [[파일:{{{국기그림-1863}}}\|22x20px\|border \|네덜란드]] 네덜란드                                                 | 베네수엘라 합중국 지원: [[파일:{{{국기그림-1863}}}\|22x20px\|border \|아르헨티나]] 아르헨티나 미국 | 스테일메이트             |
| 영국-소말리 전쟁         | 1910년-1920년            | 다라위시국 지원: 오스만 제국 독일 제국 에티오피아 제국 (1913년-1916년) | 그레이트브리튼 아일랜드 연합왕국 에티오피아 제국 지원: 이탈리아 왕국 호뵤 술탄국 | 교전단체 2 승            |
| 전간기 시대              |                          | | |                          |
| 핀란드 내전              | 1918년                   | 백핀란드 지원: 독일 제국 | 적핀란드 지원: 러시아 SFSR | 교전단체 1 승            |
| 헝가리 혁명              | 1918년–1920년            | 체코슬로바키아 제1공화국 루마니아 왕국 세르비아인 크로아티아인 슬로베니아인 왕국 프랑스 제3공화국 헝가리 왕국 이탈리아 왕국 | 헝가리 민주공화국 헝가리 평의회 공화국 슬로바키아 평의회 공화국 지원: 러시아 SFSR | 교전단체 1 승            |
| 터키 독립 전쟁           | 1919년-1922년            | 그리스 왕국 아르메니아 민주공화국 프랑스 제3공화국 오스만 제국 지원: 그레이트브리튼 아일랜드 연합왕국 이탈리아 왕국 조지아 민주공화국 | 앙카라 정부 지원: 러시아 SFSR 이탈리아 왕국 아제르바이잔 SSR 벵골인 의용군 아프간인 의용군 | 교전단체 2 승            |
| 제1차 국공내전           | 1929년-1937년            | 중국국민당 국민혁명군 지원: 바이마르 공화국 | 중국공산당 중국공농홍군 지원: 소비에트 연방 | 제2차 국공 합작          |
| 차코 전쟁                | 1932년-1935년            | 볼리비아 지원: 스탠더드 오일 | 파라과이 지원: 아르헨티나 로열 더치 쉘 | 교전단체 2 승            |
| 스페인 내전              | 1936년-1939년            | [[파일:{{{국기그림-1938}}}\|22x20px\|border \|스페인\|링크=스페인]] 국민파 지원: 나치 독일 이탈리아 왕국 포르투갈 제2공화국 | 스페인 제2공화국 지원: 소비에트 연방 프랑스 제3공화국 국제여단 멕시코 | 교전단체 1 승            |
| 냉전 시대                |                          | | |                          |
| 제2차 국공내전           | 1944년-1949년            | 중국공산당 인민해방군 지원: 소비에트 연방 | 중국국민당 국민혁명군 지원: 미국 | 교전단체 1 승            |
| 그리스 내전              | 1944년-1949년            | 그리스 공산주의자들 - 그리스 민주군 - 국민해방전선 - 그리스 인민해방군 - 그리스 공산당 지원: 알바니아 인민공화국 불가리아 인민공화국 유고슬라비아 | 그리스 왕국 지원: 영국 미국 | 교전단체 2 승            |
| 1946년 이란 위기         | 1945년–1946년            | 아제르바이잔 인민 정부 마하바드 공화국 지원: 소비에트 연방 | [[파일:{{{국기그림-1925}}}\|22x20px\|border \|이란\|링크=이란]] 이란 제국 Supported by: 미국 | 교전단체 2 승            |
| 제1차 인도차이나 전쟁    | 1946년–1954년            | 크메르 이사라크 파테트 라오 베트민 지원: 중화인민공화국 소비에트 연방 폴란드 인민공화국 독일민주공화국 | 프랑스 제4공화국 베트남국 (1949–1954) 캄보디아 왕국 (1953–1954) 라오스 왕국 (1953–1954) 지원: 미국 | 교전단체 1 승            |
| 파라과이 내전            | 1947년                   | 자유당 혁명 페브레리스타당 파라과이 공산당 지원: 소비에트 연방 | 파라과이 정부 파라과이군 콜로라도당 지원: 미국 아르헨티나 | 교전단체 2 승            |
| 말레이시아 비상사태      | 1948년–1960년            | 공산주의 세력: 말라야 공산당 - 말라야 국민해방군 지원: 소비에트 연방 중화인민공화국 인도네시아 베트민 (-1954) 북베트남 (1954-) | 반공주의 세력: 영연방 - 영국 - 말라야 연방 - 남로디지아 (1953년 이전) - 로디지아 니아살랜드 연방 (1953년 이후) - 피지 식민지 - 오스트레일리아 - 뉴질랜드 지원: 미국 태국 | 교전단체 2 승            |
| 미얀마 내란              | 1948년–현재              | 버마 - 타트마다우 - 미얀마 경찰력 지원: · 이스라엘 · 리비아 · 인도 · 르완다 · 말라위 | 반군: 전버마 학생민주전선 아라칸군 민주 카렌 자비군 카렌 국민연합 - 카렌 국민해방군 카친 독립기구 - 카친 독립군 미얀마 국민민주연합군 국민민주연합군 샨국군 북부군 샨국군 남부군 타앙 국민해방군 연합 와국당 - 연합 와국군 ...기타 등등 지원: 미국 태국 중화인민공화국 파키스탄 베트남 필리핀 중화민국 (1950년–1961년) | 현재 진행 중             |
| 발루치스탄 분쟁          | 1948년–현재              | 발루치스탄 분리주의 반군 - 발루치 해방군 - 발루치 공화군 - 발루치스탄 해방전선 - 연합 발루치군 - 라시카르 에 발루치스탄 - 발루치스탄 해방연합전선 - 발루치 학생기구 지원: 인도 소비에트 연방 (1988년 이전까지) 아프가니스탄 민주공화국 (1990년 이전까지) 이라크 (1970년대) 이스라엘 종파주의 반군 준달라흐 (이란) 자이시 울아들 준달라흐 (파키스탄) 알카에다 라시카르 에 장그비 시파흐 에 사하바 파키스탄 | 파키스탄 - 파키스탄 육군 - 파키스탄 정보국 - 군사정보총국 - 전선군단 이란 - 제국군 (1979년 이전) - 이란 혁명수비군 (1980년 이후) | 현재 진행 중             |
| 중동 전쟁                | 1948년–현재              | 팔레스타인 - 팔레스타인 해방기구 - 하마스 - [[파일:\|22x20px\|border \|alt=]] 파타 지원: 이집트 (1948년–1978년) 이라크 시리아 이탈리아 (1956년) 독일 (1956년) 쿠바 알제리 방글라데시 소비에트 연방 레바논 | 이스라엘 지원: 미국 영국 프랑스 | 현재 진행 중             |
| 한국 전쟁                | 1950년-1953년            | 조선민주주의인민공화국 중화인민공화국 지원: 불가리아 인민공화국 체코슬로바키아 사회주의 공화국 헝가리 인민공화국 폴란드 인민공화국 루마니아 사회주의 공화국 소비에트 연방 몽골 인민공화국 | 대한민국 제1공화국 국제연합 미국 지원: 오스트레일리아 벨기에 볼리비아 캐나다 콜롬비아 영연방 쿠바 공화국 덴마크 에티오피아 제국 프랑스 제4공화국 그리스 왕국 인도 이스라엘 이탈리아 룩셈부르크 네덜란드 뉴질랜드 노르웨이 필리핀 남아프리카 연방‏‎ 스페인 스웨덴 스위스 태국 튀르키예 영국                               | 스테일메이트             |
| 탈냉전 또는 신냉전 시대  |                          | | |                          |